# Pseudoconchoecia serrulata
Pseudoconchoecia serrulata is een mosselkreeftjessoort uit de familie van de Halocyprididae. De wetenschappelijke naam van de soort is voor het eerst geldig gepubliceerd in 1874 door Claus.